# Nicotiana solanifolia
Nicotiana solanifolia är en potatisväxtart som beskrevs av Wilhelm Gerhard Walpers. Nicotiana solanifolia ingår i släktet tobak, och familjen potatisväxter. Inga underarter finns listade i Catalogue of Life.